# Cophura fisheri
Cophura fisheri là một loài ruồi trong họ Asilidae. Cophura fisheri được Wilcox miêu tả năm 1965. Loài này phân bố ở vùng Tân Bắc giới.